# Werner Best
Pour les articles homonymes, voir Best.
Werner Best, né le 10 juillet 1903 à Darmstadt, mort le 23 juin 1989 à Mülheim an der Ruhr, est un juriste allemand, titulaire d'un doctorat, mais surtout un membre important du parti nazi et de la SS, un des responsables de la police du régime nazi et de l'occupation en France puis au Danemark pendant la Seconde Guerre mondiale.

## Biographie

### République de Weimar
Il fait des études de droit, et obtient en 1927 un doctorat à Heidelberg. Pendant ses études, il appartient au milieu nationaliste allemand et exerce des responsabilités dans plusieurs organisations étudiantes ; il s'implique dans la lutte contre l'occupation française en Rhénanie et subit de ce fait une période d'emprisonnement en 1924. Durant toutes les années 1920, il a cependant une attitude critique envers le parti nazi, qu'il considère comme trop populaire et d'un niveau théorique faible.
La montée en puissance des nazis à partir la fin de 1929 l'amène à réviser son opinion. Il adhère au parti nazi en 1930 et devient un de ses responsables à Darmstadt, où il est revenu vivre après son mariage, la même année, et où il occupe un emploi de juge assesseur. Son point de vue élitaire va être satisfait par son entrée dans la SS en 1931, époque où la SA est encore beaucoup plus importante au sein du parti nazi (il atteindra le grade très élevé de SS-Obergruppenführer).
En 1931, il est élu au parlement de l'État populaire de Hesse (de) et devient président du groupe nazi. Cependant, son rival au sein du parti, Wilhelm Schäfer, fait éclater l’affaire dite "des documents de Boxheim". Ces documents, élaborés par Werner Best, envisageaient la prise de pouvoir des nazis en réponse à une tentative révolutionnaire du Parti communiste et énuméraient des mesures de répression à prendre immédiatement contre les communistes, mais aussi contre les républicains. Des poursuites judiciaires sont engagées contre Best sous l'impulsion du ministre de l'Intérieur de Hesse, le social-démocrate Wilhelm Leuschner. Best se trouve placé dans une situation précaire du point de vue politique et même du point de vue professionnel (suspension). Il ne réussit à préserver sa position au sein du parti nazi que grâce à une entrevue directe avec Hitler à Munich. Lors de son procès en octobre 1932, il est cependant acquitté au motif que son texte était fondé sur une fiction.

### Allemagne nazie
Peu après l'arrivée au pouvoir de Hitler (30 janvier 1933), le gouvernement de Hesse évince Wilhelm Leuschner, et les nazis prennent le contrôle de la police, avec Heinrich Müller (Reichskommissar) et Werner Best (Sonderkommissar) ; en mars, les nazis prennent la direction du gouvernement. Best organise alors la police politique de Hesse et crée un camp de concentration à Osthofen. Il se heurte cependant au Statthalter Jakob Sprenger, dans la mesure où il est réticent pour nommer des militants selon lui incompétents. En juin 1933, ses adversaires profitent de l'assassinat de Hermann Schäfer, dont il est évidemment soupçonné, pour lui retirer ses fonctions en Hesse.
Himmler l’appelle alors à Munich pour participer à la réorganisation de la police. Il est versé dans le SD comme adjoint de Reinhard Heydrich et chargé de contrôler les polices d'Allemagne du Sud. Himmler et Heydrich étant partis à Berlin (avril 1934), c'est lui, secondé par Karl Oberg, qui dirige la purge des SA, dite Nuit des Longs Couteaux (29 juin-3 juillet 1934) dans cette région (28 personnes sont assassinées). Après cela, il obtient le grade de SS-Obersturmbannführer.
Durant l’été 1934, il est affecté à la police politique de Prusse, qui regroupe désormais les polices politiques de tous les Länder, et toujours subordonné à Heydrich, va jouer un rôle essentiel dans l’organisation de la Gestapo, notamment pour l’utilisation systématique et autonome de l’internement de protection (Schutzhaft), à laquelle étaient opposés d’autres éléments du régime, notamment les ministères de l’Intérieur et de la Justice. Les conceptions de Best sont renforcées par la loi du 10 février 1936, qui officialise la très large autonomie de la Gestapo et l’extension de son pouvoir à l'échelle du pays et par la réforme de juin 1936 : constitution de la Sicherheitspolizei/Sipo (regroupement de la Gestapo et de la Kripo, Kriminalpolizei sous la direction de Himmler, « chef de la police et de la SS » et de Heydrich, « chef de la Sipo et du SD »).
Il atteint le sommet de sa carrière politique en 1939, quand il est nommé chef du département I du RSHA. Ce département (Amt I) s'occupe des affaires liées au personnel de la SS et de la police de sécurité ; Heydrich et Himmler poussent Best à développer les bases juridiques du droit nazi contre les ennemis de l'État (juifs, communistes, homosexuels, tziganes entre autres) pour appliquer la volonté du Führer. En 1941, Himmler a des contacts avec Best en vue d’examiner la manière d’éliminer les « peuples-esclaves » au cas où leur intégration au sein du Reich échouerait.

### Rôle en France
En 1940, une lutte d'influence, des différends avec Heydrich, le décident à quitter le RSHA et à se présenter comme volontaire pour la guerre. Ayant dans la Wehrmacht le grade de Chef d'administration militaire (Kriegsverwaltungschef), il est nommé à Paris chef de la section Administration (Verwaltungsabteilung) dans l'état-major d'administration (Verwaltungsstab dirigé par le Dr Schmid) du Commandement militaire en France (Militärbefehlshaber dirigé par Otto von Stülpnagel). À ce poste, où il reste de 1941 à 1942, il commence en France occupée les déportations dans le cadre de la solution finale, qui lui valent le surnom du « boucher de Paris ». À partir du décret Nacht und Nebel (16 septembre 1941), il fait déporter massivement les résistants en Allemagne.

#### Dans l'administration militaire de la France
Dans le bataillon de réserve du régiment 15 à Friedberg en Hesse (la même unité dans laquelle son père avait servi et était tombé lors de la Première Guerre mondiale) Werner Best est formé pendant deux mois (il n'avait auparavant jamais fait de service militaire). Cependant, il n'est pas utilisé comme officier normal, mais entre, en raison d’un accord de Himmler avec Stuckart et Canaris, dans l'administration du commandant militaire en France. Selon son grade officiel de Ministerialdirektor, il est classé par la Wehrmacht comme un "général administratif" (porteur d'un uniforme de général avec un col bleu au lieu du col vert) avec le grade de lieutenant-général, à la tête d'une administration civile afin de soulager l'administration militaire de la France et d'étendre les effets de l'administration allemande sur la zone non-occupée.

#### Administration de surveillance
Best est nommé chef du département administratif du commandant militaire de la France. Il a aussi sous ses ordres la division économique sous Elmar Michel. Best et Michel se nomment chef de l'administration de guerre. Best est donc le « gouverneur de la France » invisible, car la domination de la France reposait sur le choix de l'administration française et aussi de la police française de collaborer avec le commandant militaire. Moins les conflits sont visibles – la population française se voyant confrontée à « son » administration nationale –, mieux l'occupation est acceptée. C'est Werner Best qui impose au commandement militaire allemand le réarmement de la police et gendarmerie afin de remettre ces administrations, en contact permanent avec les citoyens, armes visibles à la ceinture, dans les conditions habituelles, et de gagner l'adhésion de ces professions à la situation politique nouvelle.
Pour cette raison, Best conçoit une sorte d'« administration de tutelle », qui peut exercer l'influence souhaitée par l'approbation du budget français et par l'affectation ferme d'interlocuteurs de haut rang au sein de l'administration militaire aux représentants du gouvernement français à travers des contraintes matérielles et des accords pratiqués. Aucun décret de Pétain ne peut être publié sans l’accord de cette administration de surveillance, qui est composée de moins de 40 spécialistes civils à qui le caractère hypercentralisé et hiérarchisé de l’administration préfectorale française facilite grandement la tâche. Il peut "y glisser sa main comme dans un gant". Sa stratégie consiste à utiliser l’économie française pour l'effort de guerre allemand en libérant le plus de militaires allemands pour les envoyer sur le front russe.
Best assure la loyauté de la police française en faisant d'abord écarter des cadres classés comme peu fiables, puis en redonnant des pouvoirs et responsabilités plus larges aux cadres retenus. Par exemple, il veille à ce que la gendarmerie, forte d'au moins 20 000 hommes et utilisable militairement, soit à nouveau armée d'armes à feu, et ceci contre le refus obstiné de ses généraux.

#### Introduction de la sécurité et de la garde à vue prolongée
Best a aussi voulu introduire en France l’internement administratif, à ses yeux un instrument éprouvé en Allemagne. Cependant, cette question étant préoccupante pour l'administration militaire, elle se limita à l'imposition par les autorités allemandes de la sécurité à une garde à vue instaurée par voie de décret. L’internement administratif concernait donc des personnes qui étaient déjà repérées par la police ou dont on craignait une action future. La «détention préventive» ciblait des groupes présumés forfaitaires quelles que soient leurs actions, en fait très souvent des Juifs. La détention pouvait être imposée par les commandants sur le terrain jusqu'à sept jours, par les commandants de district jusqu'à 14 jours et par le chef administratif du commandant militaire sans limite de temps. Le nombre de détenus ayant augmenté du fait de ces nouvelles conditions de détention, de nouveaux camps d'internement ont été créés.

### Rôle au Danemark

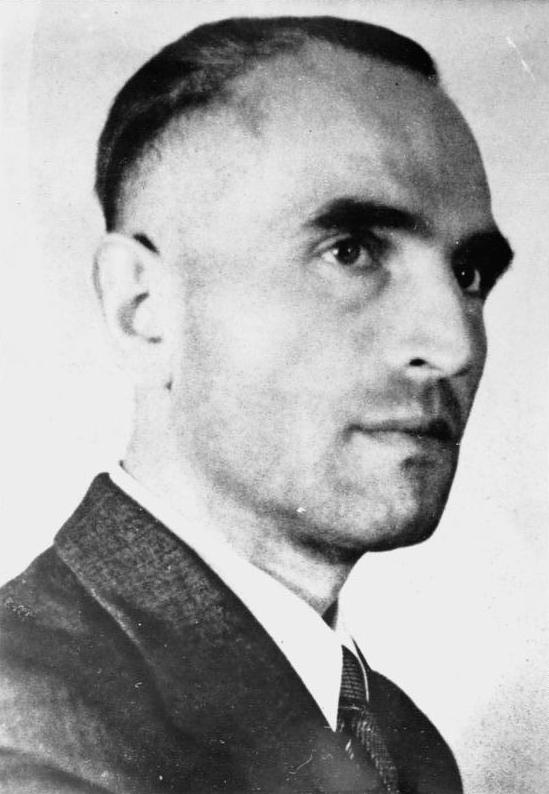
Werner Best.

À la suite de l'affaire du télégramme (affaire entre le Danemark et l'Allemagne en octobre-novembre 1942), Best est envoyé au Danemark comme plénipotentiaire du Reich. Il y reste jusqu’en 1945. Avec pour objectif de servir au mieux les intérêts nazis, il estime indispensable de limiter le plus possible le recours à la violence physique pour éviter les heurts avec la population et toute incidence sur la production de guerre. Il s'oppose également régulièrement à certains représentants du pouvoir allemand notamment quand une équipe de la section nazie chargée de la confiscation des biens juifs est envoyé au Danemark pour piller les œuvres d'art appartenant à des juifs. Best exige notamment que ces biens soient achetés et non simplement confisqués.
Après la démission du gouvernement danois le 29 août 1943, Best, pressé par Berlin, est chargé de mettre en œuvre la solution finale. Craignant d'importants troubles et des grèves nuisibles pour l'économie et aux exportations vers l'Allemagne, Best fait filtrer l'information aux Danois sur la date de la rafle prévue pour la nuit du 1er au 2 octobre 1943. Informés, de nombreux Juifs ont alors le temps de fuir le pays pour la Suède . Dans un rapport adressé à sa hiérarchie, Best explique qu’il serait finalement malvenu de vouloir appliquer une solution finale au Danemark. Pour justifier son action, l'un des arguments de Best est que le Danemark n'est pas un pays occupé ni un ennemi de l'Allemagne mais un cas particulier (Sonderfall) du fait que les Allemands ne sont présents dans le Royaume que pour contrer l'invasion britannique. Le pays bénéficie d'une certaine autonomie de gestion et de nombreux Danois se battent d'ailleurs sur le front de l'est aux côtés de l'armée allemande.
En janvier 1944, Best accepte la proposition du ministre Nils Svenningsen d'établir un camp au Danemark ; ce camp est créé à Froslev. Mais, devant le manque de coopération de la police danoise, Best lance, le 19 septembre 1944, une action qui a pour résultat l'arrestation de 1 960 policiers et leur déportation en Allemagne.

### Après-guerre
Il est condamné à mort par les justices danoise (peine commuée en 1951 en 12 ans de réclusion) et allemande (peine d'amende par le tribunal de dénazification de Berlin en 1958). Libéré dès 1951, il reste cependant poursuivi jusqu'en 1972, mais est alors jugé médicalement inapte à subir un procès. Dans les années 1960, période où la justice ouest-allemande engage des procédures pénales contre d'anciens responsables nazis, il joue en tant que conseiller des accusés et de leurs avocats un rôle essentiel dans l'élaboration d'une stratégie globale de défense des cadres de la Gestapo et du SD œuvrant dans le RSHA, stratégie basée sur une prétendue ignorance, en tant que simples bureaucrates, de la réalité génocidaire de la Solution finale afin de minimiser leur culpabilité, et ainsi, en espérant voir le chef d'inculpation de meurtres être commué  en complicité de meurtres, bénéficier de peines plus légères et surtout d'une amnistie couvrant la complicité. Il s'agit de convaincre les juges que ces cadres supérieurs nazis n'étaient responsables que d'une aide institutionnelle administrative et non d'une complicité politique et idéologique totale dans le cadre d'une entreprise criminelle à grande échelle.
Sur le plan professionnel, il travaille comme consultant pour l'entreprise Hugo Stinnes A.G. et même comme conseiller au ministère des Affaires étrangères de la RFA.
Par ailleurs, il reste actif dans un réseau de soutien aux anciens SS jusqu'à son décès en 1989 à Mulheim.